# Everard Calthrop

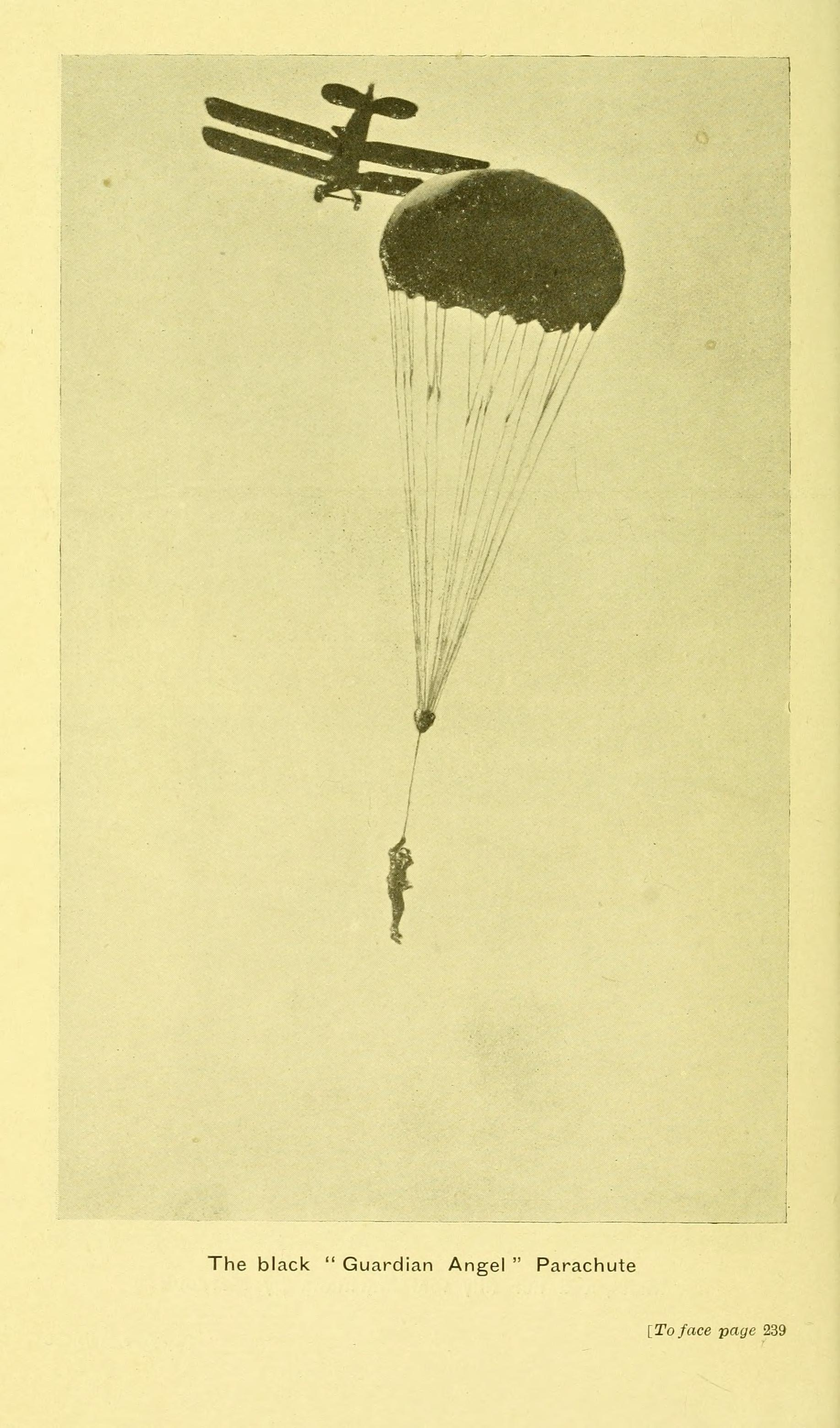
Calthrops fallskärm "Guardian Angel".

Everard Calthrop, född 3 mars 1857 i Deeping St. Nicholas, död 30 mars 1927 i London, var en brittisk järnvägsingenjör och uppfinnare. Han främjade och konstruerade smalspåriga järnvägar, framför allt 762 mm smalspår. Calthrop nådde framgång i Indien där han konstruerade Barshis smalspårsjärnväg och i Storbritannien där han konstruerade Leek and Manifold Valleys smalspårsjärnväg. Calthrop har beskrivits som ett "järnvägsgeni". Senare i livet blev han intresserad av luftfart och patenterade några tidiga designlösningar på fallskärmar.